# Nagy József (kanonok)
Nagy József (Szentgyörgyvár, 1753. március – Szombathely, 1810. január 10.) szombathelyi prépost-kanonok.

## Élete
Középiskolai tanulmányait Kőszegen és Győrött végezte, ahol 1776-ban felszenteltetett és az ékesszólás tanára, később a szombathelyi káptalan jegyzője lett, 1777-ben püspöki titkár, szertartási pap és szentszéki ülnök, 1790-ben szombathelyi kanonok s az akkor fölállított szombathelyi szeminárium első igazgatója. Példás buzgóságú pap, kitűnő egyházi és világi szónok, nemeslelkű emberbarát, akinek asztalánál rendesen 6-10, szegény sorból származó tanuló nyert ingyen élelmezést; de különösen hazafiúi lelkesedéséről volt ismeretes. Szónoki híre annyira elterjedt, hogy nevezetes ünnepélyek alkalmával környékszerte hirdette Isten igéjét. Vas vármegye nyilvános tanácskozásaiban irányadó szerepet vitt. Erre egy példát hozunk fel: a gyűlésteremben 1805-ben nagy vita folyt arról, vajon magyarul folyjanak-e ezentúl a tanácskozások; Nagy vetett véget a vitatkozásnak azáltal, hogy magyarul kezdte beszédét, ami oly hatást szült, hogy a magyar nyelv behozatala minden további tétovázás nélkül határozattá vált. Kisfaludy Sándornak belső barátja volt: őt illeti Tátika előszavában e megszólítás: «Kedves tisztelt barátom Nagy!» 1800-ban szerénvári apát lett, 1804-ben szombathelyi nagyprépost. Mint káptalani követ jelen volt az 1790. és 1792. évi országgyűléseken. Horváth Elek költő versben gyászolta halálát.

## Munkái
- Halottas beszéd, mellyel néhai tek. Jakabházi Sallér István… özvegyének… Motesiczky Motesiczky Judit asszonynak tétetett végső tiszteletnek alkalmatosságával nemes Vasvármegyében Szombathely püspöki megyében lévő Szent Tamási templomban Sz. Mihály havának 27. 1796. eszt. élőnyelven mondott. Komárom.
- Karácsonnapi beszéd, melly Szombathelyen mondatott 1797. eszt. Pest.
- Nagy pénteki beszéd, mellyet mondott Szombathelyen 1798. eszt. Szombathely.
- Hála-adó beszéd, mellyet az öszve gyültt t. n. Zala v. rendei előtt Mantua várának diadalmas viszsza vételéért tartatott pompás ünnepen mondott Zalaegerszegen 1799. Szombathely.
- Szent István első magyar király és apostol inneplésére alkalmaztatott beszéd, melly a bécsi nemes fő, és alrendű magyarokhoz mondatott… a városban levő t. kapuczinus atyák templomában kis-asszony havának 24. napján 1800. Szombathely. (Más kiadás Bécs.).
- Dictio ad Emin. S. R. E. cardinalem Franciscum e comitibus Hrzan de Harras dum regimen almae dioecesis suae Sabariensis ritu solemni capesseret, habita Sabariae, die 11. Nov. 1800. Viennae.
- Oratio quam in solemnibus exequiis emin. ac rev. dni Francisci S. R. I. comitis Hrzan de Harras, R. A. E. presbyteri cardinalis, episcopi Sabariensis dixit. Sabariae, 1804.
- Dictio ad illustriss. et rev. dnum Leopoldum Somogyi de Perlak dum regimen almae suae dioecesis ritu solemni capesseret. Habita… Sabariae 10. Nov. 1806. Sabariae.
- A mélt. és főt. Király József úr ő nagyságának a pécsi püspökségbe lett bé iktatásán n. j. káptalannak örvendező versei. 1808. Pécs, 1808.
- Oratio funebris, quam in solemnibus exequiis exc. ac rev. dni Pauli Rosos de Szent-Király-Szabadja episcopi Weszprimiensis… in cathedrali ecclesia Weszprimiensi die 5. Sept. 1809. peroravit. Weszprimii
- Halotti beszéd, mellyel nagymélt. Szent Györgyi Horváth Zsigmond urnak, ns. Békés vármegye főispányának végső tiszteletekor nemes Vasvármegyében fekvő Szent-György mezővárosban 1809. eszt. bőjt-elő-havának 21. mondott. Buda.

Levelei Kazinczy Ferenchez: Szombathely, 1806. Sz. Jakab hava 5. és Karácson hava 20. (Kazinczy F. levelezése IV. 212., 430. VI. 86., 87. l.)